# La Gran Reyneta
La Gran Reyneta es una compañía chilena de teatro callejero gratuito, dirigida por Jean-Luc Courcoult, creador y director de la compañía francesa Royal de Luxe. Fundada a fines de 2004, está compuesta por 16 chilenos de diversos oficios en torno al arte: actores, payasos, bailarines, acróbatas, músicos y técnicos. Ha realizado eventos tanto en Chile como en varios países latinoamericanos y europeos.

## Historia
La Gran Reyneta es fundada en 2004 por el director Jean-Luc Courcoult, miembro de la compañía francesa Royal de Luxe. Courcoult readapta su obra "Roman photo", estrenando la obra en 2005, en el marco del Festival Internacional Santiago a Mil, posteriormente presentándose en otros festivales americanos y europeos.
Posteriormente Courtoult decide preparar una comedia musical callejera para el grupo chileno, titulada "Las pesadillas de Toni Travolta". Tras siete meses de preparación, es estrenada en mayo de 2008 en el festival Art Rock de Saint-Brieuc, girando posteriormente por Europa y América del Sur, hasta su presentación en la edición 2009 del Festival Internacional Santiago a Mil.
En abril de 2013 se instalan en el Centro Cultural Lo Prado para desarrollar la obra "El hombre venido de ninguna parte", escrita por Pablo Sepulveda y Luis Catalán, en creación colectiva de la compañía teatral y dirigida por Mario Soto, siendo la primera obra sin la tutela de Royal de Luxe. La única asesoría externa corresponde a la construcción escenográfica de la gran mano, por parte del francés Harold Guidolin. La obra es estrenada en diciembre del mismo año en Lo Prado y cuenta con la presencia de los actores Francisca Gazitúa, Claudio Vega, Rodrigo Ortega, Pablo Sepúlveda, Luis Catalán, Gonzalo Mella y Noela Salas.

## Espectáculos

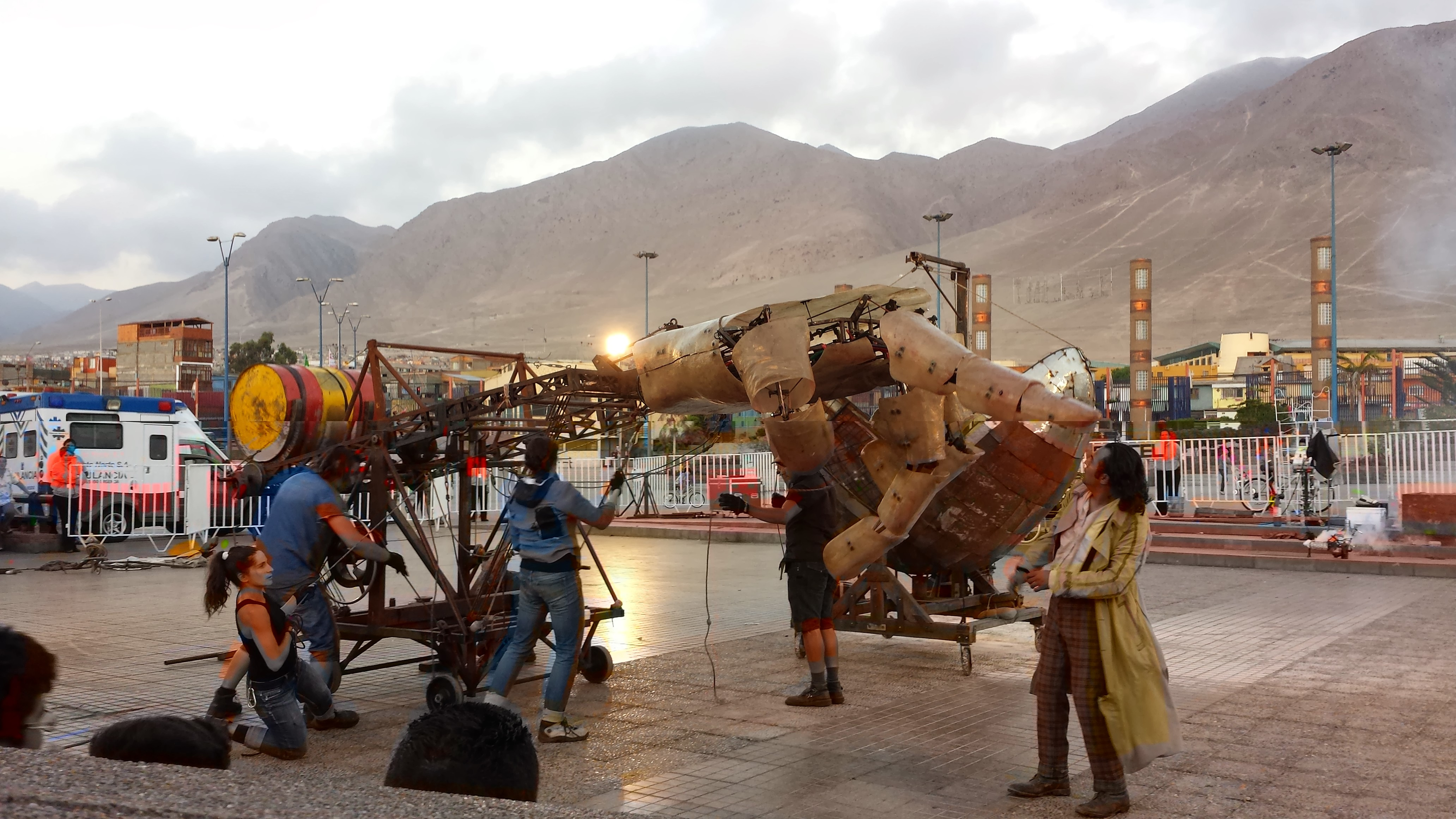
«El hombre venido de ninguna parte», dirigida por Mario Soto.

Los espectáculos que la compañía ha realizado son:
- «Roman photo», 2005.
- «Las pesadillas de Tony Travolta».
- «La pequeña gigante y el rinoceronte escondido», 2008.
- «El hombre venido de ninguna parte», 2013.

## Galardones
Los galardones que la compañía ha recibido son:
- 2006 — «Premio al Mejor Espectáculo» del Festival Internacional de Teatro y Artes de Calle de Valladolid.[9]